# Parques tecnológicos de Castilla y León
Los Parques Tecnológicos de Castilla y León están localizados en las provincias de Burgos, León y Valladolid, son proyectos del Gobierno de la Comunidad Autónoma, la Junta de Castilla y León.
En Castilla y León hay tres parques tecnológicos
- Parque Tecnológico de Boecillo
- Parque Tecnológico de Burgos
- Parque Tecnológico de León

## Gestión
Los Parques Tecnológicos de Castilla y León  están gestionados por ADE Parques Tecnológicos y Empresariales de Castilla y León. Esta entidad está integrada dentro de la Junta de Castilla y León y está dedicada a la captación, promoción, ejecución y comercialización de suelo industrial y tecnológico así como a la creación de espacios innovadores, edificios en régimen de alquiler y naves industriales. 
Las áreas de actuación de ADE Parques Tecnológicos y Empresariales se centran en:
- Promoción y gestión de Parques Empresariales, con 64 emplazamientos.
- Promoción y gestión de Parques Tecnológicos, con 3 emplazamientos localizados en Boecillo, Burgos y León.
- Promoción y gestión de edificios en régimen de alquiler.

ADE Parques Tecnológicos y Empresariales de Castilla y León está estructurada en cinco áreas coordinadas por una Dirección General: Infraestructuras, Proyectos, Financiera, Comercial y Parques Tecnológicos.
Fuente: Junta de Castilla y León - ADE Parques Tecnológicos y Empresariales de Castilla y León
- Datos: Q6063258